# 은행선화동
은행선화동(銀杏宣化洞)은 대전광역시 중구에 속한 행정동이다. 충청남도청 등 주요 기관이 위치하고 있었으며, 행정, 문화, 교통의 중심지역이었다. 은행동 젊음패션거리, 으능정이 문화거리, 선화동 전문음식 특화거리 등 전문화된 특화거리가 있어 볼거리, 살거리, 먹거리 등이 많은 상업의 중심 지역이다. 하루 유동인구 30여 만명이 집중되어 있고, 지역주민의 80%가 20세 이상인 청장년층으로 구성되어 있다.

## 연혁
- 백제 노사지현
- 통일신라 비풍군 유성현
- 고려 공주부
- 조선 초기 공주군
- 선화동은 고려 및 조선시대는 공주목에 속한 지역으로 발암리라 함
- 조선말기 공주군 유내면 지역으로 으능정
- 1895년 회덕군 산내면 발암리에 편입
- 1914년 은행동은 목척리 일부를 병합하여 대전면 춘일정2정목이라 함. 선화동은 외남면 발암리
- 1917년 선화동은 대전면 춘일정3정목으로 편입
- 1931년 선화동은 대전읍 춘일정3정목
- 1946년 은행동, 선화동으로 개칭
- 1963년 1월 1일 선화동 사무소 개설
- 1968년 9월 1일 선화동이 선화1동과 선화2동으로 분동
- 1970년 7월 1일 선화2동이 선화2동과 선화3동으로 분동
- 1989년 1월 1일 대전직할시 중구 은행동, 선화동
- 1998년 11월 23일 은행동과 선화동이 은행선화동으로 통합[2]

## 법정동
- 은행동(銀杏洞)
- 선화동(宣化洞)

## 교육
- 중앙초등학교
- 선화초등학교
- 호수돈여자중학교
- 호수돈여자고등학교
- 대전여자상업고등학교

## 기관
- 옛 충남도청 본관(대전근현대사전시관)
- 대전보호관찰소
- 대전세무서
- 국립농산물품질관리원 충남지원

## 편의
- NC백화점 중앙로역점